# Heechhout

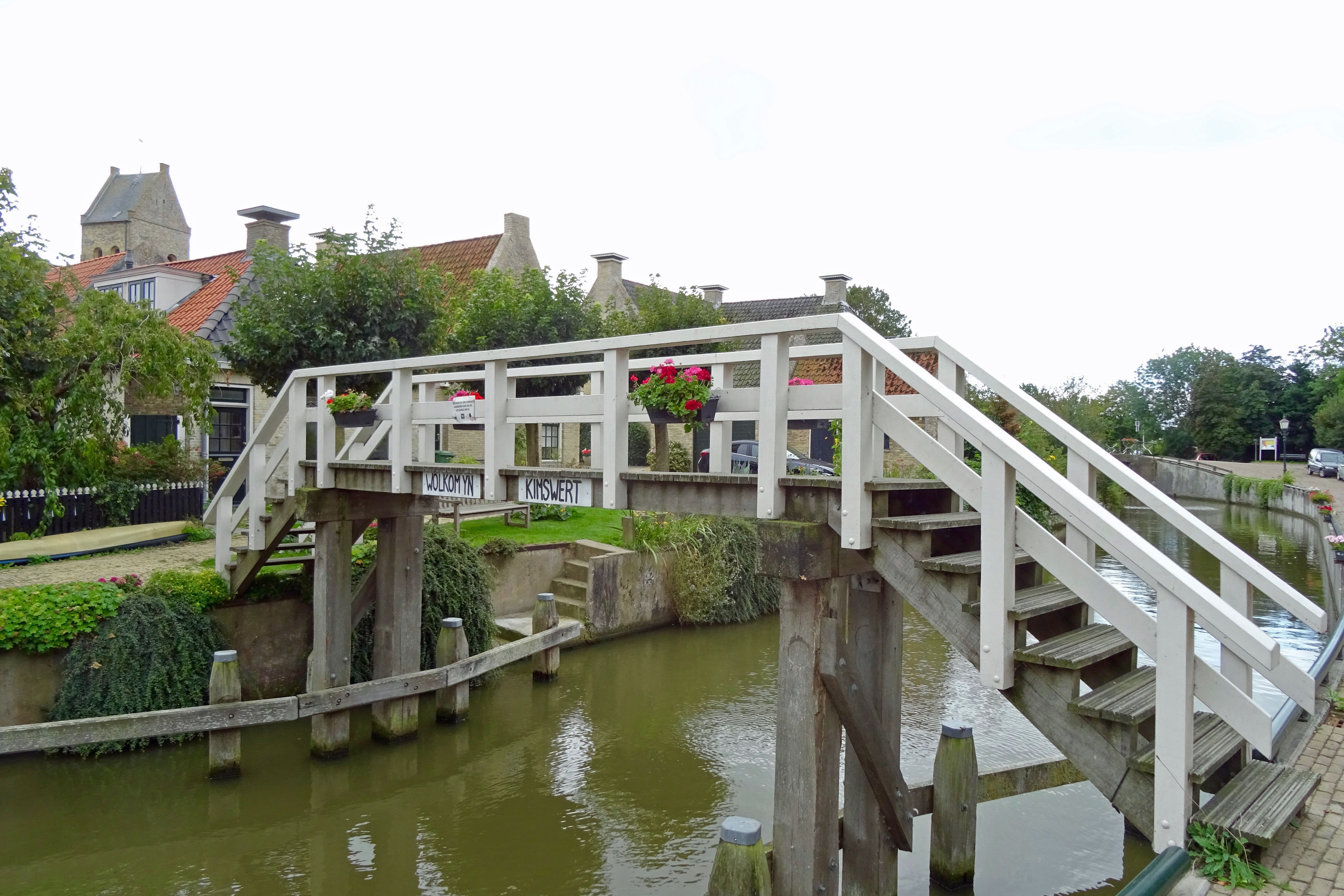
De heechhout van Kimswerd

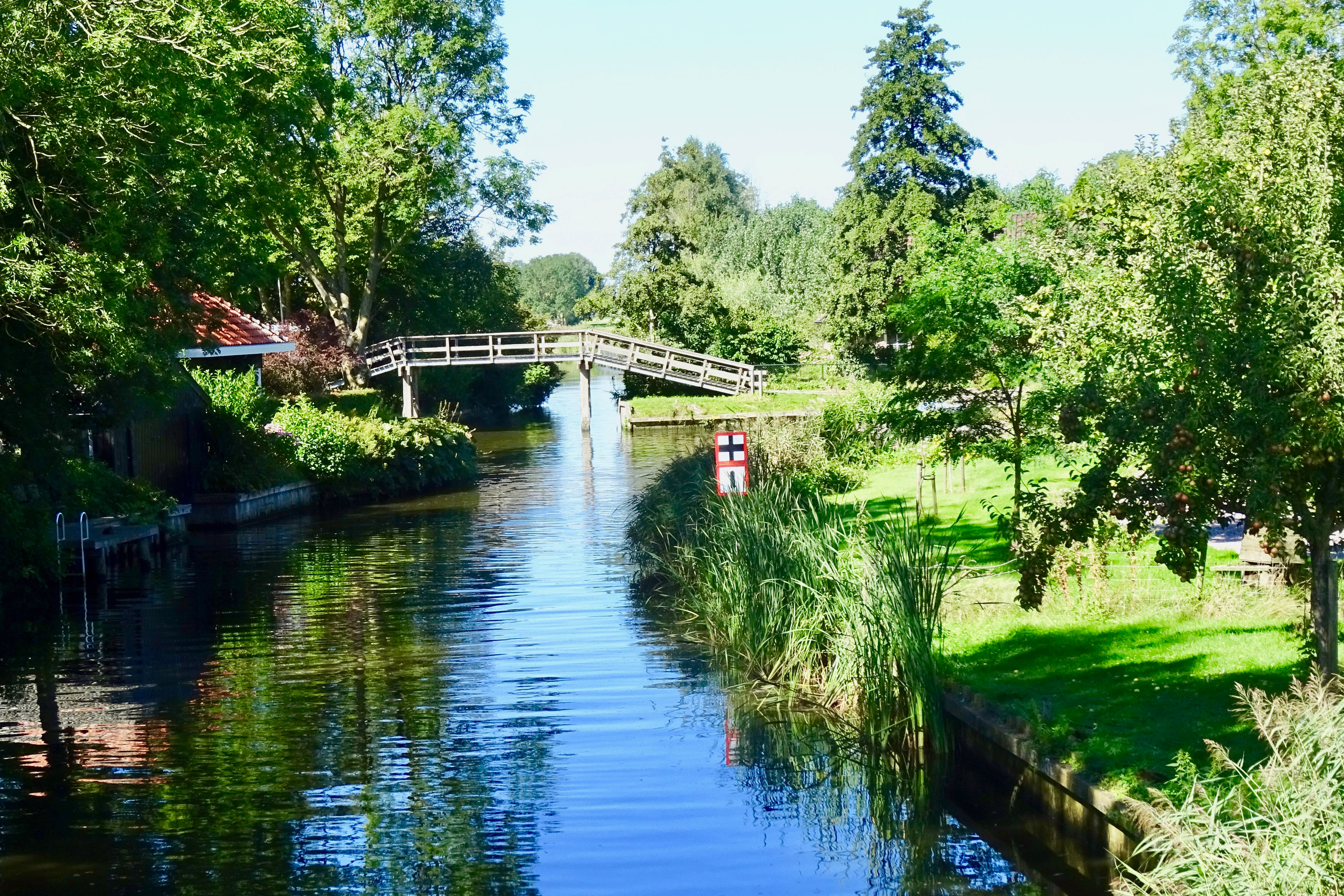
Het bruggetje van Bartlehiem, een bekend punt op de Elfstedentocht

Een heechhout is in de provincie Friesland de benaming voor een hoge vaste voetbrug, hoog genoeg om skûtsjes (met gestreken mast) te laten passeren. De Friese benaming betekent letterlijk hoog hout, al werden ze in de loop der jaren ook van andere materialen gemaakt. Aan beide zijden van de brug bevindt zich een trap. 
In de provincie Groningen staan deze bruggen bekend als hoogholtjes.
De buurtschap Het Hooghout ('t Heechhout) is vernoemd naar deze vorm van een brug.